# Carrera de bicicletas en el velódromo de Arroyo Seco
Carrera de bicicletas en el velódromo de Arroyo Seco es un cortometraje documental uruguayo producido por el inmigrante catalán Félix Oliver en el año 1898. Es considerada la primera película de Uruguay.

## Argumento
El documental registra, como lo señala el título, una carrera de bicicletas llevada a cabo en el velódromo de Arroyo Seco, que estaba ubicado en la Quinta de Iglesias (hoy Agraciada) por Entre Ríos, Zapicán y San Fructuoso. La cámara es fija y está ubicada arriba, en una curva. El cuadro abarca una recta de la pista y el palco techado. En la carrera compiten cuatro ciclistas, a quienes se puede ver acercándose a la cámara y girando en la curva. Repiten el recorrido en el mismo tramo de la pista, tras lo cual el público parece aplaudir. Dos mujeres de vestido blanco y una de negro comienzan a cruzar la pista, pero se aproximan más ciclistas, por lo que ellas retroceden. Un hombre sale desde el otro lado para ayudarlas. En ese momento un ciclista pasa caminando en sentido contrario. Finalmente las tres mujeres cruzan la pista desde el palco hacia el centro del velódromo, mientras dos hombres cruzan hacia el otro lado.

## Producción
El cortometraje, de entre 2 y 4 minutos de duración, surge tras la adquisición de materiales cinematográficos en el exterior por parte de su autor. Oliver había viajado a Europa, donde compró una cámara, un proyector y rollos con los cuales filmó y exhibió las primeras películas de Uruguay. Si bien la mayoría de las fuentes indican que el año de realización de la película fue 1898, el investigador Juan Pablo Lepra considera que esta película fue filmada entre octubre de 1901 y los primeros meses de 1903, debido a que diversas fuentes indican que el velódromo de Arroyo Seco funcionó entre esas fechas. En cualquier caso, el film forma parte de un corpus de diez películas del mismo director, que se consideran los primeros materiales fílmicos producidos en Uruguay.